# Fausto Acke
Fausto Alesio Acke (szül: Padovini) (Róma, 1897. május 23. – Hollywood, 1967. május 14.) olimpiai bajnok olasz születésű svéd tornász.
Az 1920. évi nyári olimpiai játékokon indult tornában és a svéd rendszerű csapat összetettben aranyérmes lett.
Klubcsapata a Stockholms GF volt.